# Selenia nabdalsa
Selenia nabdalsa är en fjärilsart som beskrevs av Druce 1892. Selenia nabdalsa ingår i släktet Selenia och familjen mätare. Inga underarter finns listade.